# Copa Roca 1963
La Copa Roca de 1963 fue la novena edición de este torneo amistoso de fútbol disputado entre la selección brasileña y la selección argentina. Se celebró el 13 y el 16 de abril de 1963.
El torneo tuvo lugar un año después de la Copa Mundial de Fútbol de 1962, torneo en el que Brasil fue campeón por segunda vez y Argentina cayó en la primera ronda. Y un año antes de la sorprendente victoria de Argentina en la Copa de las Naciones (1964).

## Reglamento
Se disputaron dos partidos, ambos en suelo brasileño. El primero tuvo lugar el 13 de abril en el São Paulo, en el Estadio Morumbi. El segundo tuvo lugar en Estadio de Maracaná de Río de Janeiro, el 16 de abril. Al final de los dos partidos, el vencedor en el global era considerado el campeón. En caso de empate, se decidió que se jugaría una prórroga de 30 minutos. 

## Partido
A diferencia de la edición de 1960, en ésta participarían varios jugadores brasileños que fueron bicampeones del mundo en Chile. El 13 de abril, en el Morumbí, ante más de 40.000 personas, Argentina se impuso por 3-2. Juan Lallana marcó el primero tras aprovechar un cabezazo de Claudio Lorenzo a centro de Juárez. 1 a 0. Juárez sacó el córner y Lallana marcó el segundo gol de Argentina. Pepe marcó en una jugada personal. Enrique Fernández dio la pelota a Juárez, 3 a 1. El portero Andrade dejó escapar el balón y Pepe lo aprovechó. 3 a 2.
Tres días después, Brasil necesitaba ganar para hacerse con el título. Con el Maracaná abarrotado por 130.000 personas, Brasil se impuso por 4-1 en el tiempo reglamentario. Pelé fue derribado por Navarro. El propio Pelé golpeó y abrió el marcador. 1 a 0. Pelé pasó a dos y centró para Amarildo. 2 a 0. Juárez lanzó un tiro libre y Fernández cabeceó dentro. 2-1. Pelé lanzó otro penalti y marcó el tercero. Pelé, en una jugada individual, pasó a tres y disparó con la zurda desde el borde del área. 4 a 1.
El partido se fue entonces a la prórroga. Según el reglamento, dada la ventaja en la diferencia de goles, Argentina tenía que ganar. Argentina se adelantó por medio de Saboya tras un balón que había sido desviado a la salida de un córner. Amarildo volvió a marcar a pase de Pelé y dio el título a Brasil, que volvió a ganar la Copa Roca

## Resultado
| 1     | POR   | Gilmar         |  |
|       | DEF   | Djalma Santos  |  |
|       | DEF   | Mauro Ramos    |  |
|       | DEF   | Altair         |  |
|       | MED   | Dary           |  |
|       | MED   | Mengálvio      |  |
|       | MED   | Zequinha       |  |
|       | MED   | Dorval         |  |
|       | DEL   | Coutinho       |  |
|       | DEL   | Pelé           |  |
|       | DEL   | Pepe           |  |
| D. T. | D. T. | Aymoré Moreira |  |

| 1     | POR   | Andrada                |  |
|       | DEF   | José Vázquez           |  |
|       | DEF   | Oscar Martín           |  |
|       | MED   | Rubén Navarro          |  |
|       | MED   | Ernesto Juárez         |  |
|       | MED   | Nelson San Lorenzo     |  |
|       | DEL   | Antonio Cielinsky      |  |
|       | DEL   | David Iñigo            |  |
|       | DEL   | Raúl Savoy             |  |
|       | DEL   | Enrique Fernandez      |  |
|       | DEL   | Juan Carlos Lallana    |  |
| D. T. | D. T. | Horacio Amable Torres; |  |

| 53'; 70'; | Pepe | 2:3 |

| 29'; 47'; 63' | Juan Carlos Lallana; Ernesto Juárez | 2:3 |

| 1     | POR   | Gilmar         |  |
|       | DEF   | Djalma Santos  |  |
|       | DEF   | Mauro Ramos    |  |
|       | DEF   | Altair         |  |
|       | MED   | Dary           |  |
|       | MED   | Mengálvio      |  |
|       | MED   | Zequinha       |  |
|       | MED   | Dorval         |  |
|       | DEL   | Coutinho       |  |
|       | DEL   | Pelé           |  |
|       | DEL   | Pepe           |  |
| D. T. | D. T. | Aymoré Moreira |  |

| 1     | POR   | Andrada                |  |
|       | DEF   | José Vázquez           |  |
|       | DEF   | Oscar Martín           |  |
|       | MED   | Rubén Navarro          |  |
|       | MED   | Ernesto Juárez         |  |
|       | MED   | Nelson San Lorenzo     |  |
|       | DEL   | Antonio Cielinsky      |  |
|       | DEL   | David Iñigo            |  |
|       | DEL   | Raúl Savoy             |  |
|       | DEL   | Enrique Fernandez      |  |
|       | DEL   | Juan Carlos Lallana    |  |
| D. T. | D. T. | Horacio Amable Torres; |  |

| 53'; 70'; | Pepe | 2:3 |

| 29'; 47'; 63' | Juan Carlos Lallana; Ernesto Juárez | 2:3 |

| 1     | POR   | Gilmar         |  |
|       | DEF   | Djalma Santos  |  |
|       | DEF   | Mauro Ramos    |  |
|       | DEF   | Altair         |  |
|       | MED   | Dary           |  |
|       | MED   | Mengálvio      |  |
|       | MED   | Zequinha       |  |
|       | MED   | Dorval         |  |
|       | DEL   | Coutinho       |  |
|       | DEL   | Pelé           |  |
|       | DEL   | Pepe           |  |
| D. T. | D. T. | Aymoré Moreira |  |

| 1     | POR   | Andrada                |  |
|       | DEF   | José Vázquez           |  |
|       | DEF   | Oscar Martín           |  |
|       | MED   | Rubén Navarro          |  |
|       | MED   | Ernesto Juárez         |  |
|       | MED   | Nelson San Lorenzo     |  |
|       | DEL   | Antonio Cielinsky      |  |
|       | DEL   | David Iñigo            |  |
|       | DEL   | Raúl Savoy             |  |
|       | DEL   | Enrique Fernandez      |  |
|       | DEL   | Juan Carlos Lallana    |  |
| D. T. | D. T. | Horacio Amable Torres; |  |

| 53'; 70'; | Pepe | 2:3 |

| 29'; 47'; 63' | Juan Carlos Lallana; Ernesto Juárez | 2:3 |

| 1     | POR   | Gilmar         |  |
|       | DEF   | Djalma Santos  |  |
|       | DEF   | Mauro Ramos    |  |
|       | DEF   | Altair         |  |
|       | MED   | Dary           |  |
|       | MED   | Mengálvio      |  |
|       | MED   | Zequinha       |  |
|       | MED   | Dorval         |  |
|       | DEL   | Coutinho       |  |
|       | DEL   | Pelé           |  |
|       | DEL   | Pepe           |  |
| D. T. | D. T. | Aymoré Moreira |  |

| 1     | POR   | Andrada                |  |
|       | DEF   | José Vázquez           |  |
|       | DEF   | Oscar Martín           |  |
|       | MED   | Rubén Navarro          |  |
|       | MED   | Ernesto Juárez         |  |
|       | MED   | Nelson San Lorenzo     |  |
|       | DEL   | Antonio Cielinsky      |  |
|       | DEL   | David Iñigo            |  |
|       | DEL   | Raúl Savoy             |  |
|       | DEL   | Enrique Fernandez      |  |
|       | DEL   | Juan Carlos Lallana    |  |
| D. T. | D. T. | Horacio Amable Torres; |  |

| 53'; 70'; | Pepe | 2:3 |

| 29'; 47'; 63' | Juan Carlos Lallana; Ernesto Juárez | 2:3 |

| 1     | POR   | Gilmar         |  |
|       | DEF   | Djalma Santos  |  |
|       | DEF   | Mauro Ramos    |  |
|       | DEF   | Altair         |  |
|       | MED   | Cláudio Danni  |  |
|       | MED   | Mengálvio      |  |
|       | MED   | Zito           |  |
|       | MED   | Dorval         |  |
|       | DEL   | Amarildo       |  |
|       | DEL   | Pelé           |  |
|       | DEL   | Pepe           |  |
| D. T. | D. T. | Aymoré Moreira |  |

| 1     | POR   | Andrada                |  |
|       | DEF   | José Vázquez           |  |
|       | DEF   | Oscar Martín           |  |
|       | MED   | Rubén Navarro          |  |
|       | MED   | Ernesto Juárez         |  |
|       | MED   | Nelson San Lorenzo     |  |
|       | DEL   | Antonio Cielinsky      |  |
|       | DEL   | David Iñigo            |  |
|       | DEL   | Raúl Savoy             |  |
|       | DEL   | Enrique Fernandez      |  |
|       | DEL   | Juan Carlos Lallana    |  |
| D. T. | D. T. | Horacio Amable Torres; |  |

| 20'; 21'; 50'; 60'; 105'; | Pelé; Amarildo | 5:2 |

| 30'; 95'; | Ernesto Juárez; Raúl Savoy | 5:2 |

| 1     | POR   | Gilmar         |  |
|       | DEF   | Djalma Santos  |  |
|       | DEF   | Mauro Ramos    |  |
|       | DEF   | Altair         |  |
|       | MED   | Cláudio Danni  |  |
|       | MED   | Mengálvio      |  |
|       | MED   | Zito           |  |
|       | MED   | Dorval         |  |
|       | DEL   | Amarildo       |  |
|       | DEL   | Pelé           |  |
|       | DEL   | Pepe           |  |
| D. T. | D. T. | Aymoré Moreira |  |

| 1     | POR   | Andrada                |  |
|       | DEF   | José Vázquez           |  |
|       | DEF   | Oscar Martín           |  |
|       | MED   | Rubén Navarro          |  |
|       | MED   | Ernesto Juárez         |  |
|       | MED   | Nelson San Lorenzo     |  |
|       | DEL   | Antonio Cielinsky      |  |
|       | DEL   | David Iñigo            |  |
|       | DEL   | Raúl Savoy             |  |
|       | DEL   | Enrique Fernandez      |  |
|       | DEL   | Juan Carlos Lallana    |  |
| D. T. | D. T. | Horacio Amable Torres; |  |

| 20'; 21'; 50'; 60'; 105'; | Pelé; Amarildo | 5:2 |

| 30'; 95'; | Ernesto Juárez; Raúl Savoy | 5:2 |

| 1     | POR   | Gilmar         |  |
|       | DEF   | Djalma Santos  |  |
|       | DEF   | Mauro Ramos    |  |
|       | DEF   | Altair         |  |
|       | MED   | Cláudio Danni  |  |
|       | MED   | Mengálvio      |  |
|       | MED   | Zito           |  |
|       | MED   | Dorval         |  |
|       | DEL   | Amarildo       |  |
|       | DEL   | Pelé           |  |
|       | DEL   | Pepe           |  |
| D. T. | D. T. | Aymoré Moreira |  |

| 1     | POR   | Andrada                |  |
|       | DEF   | José Vázquez           |  |
|       | DEF   | Oscar Martín           |  |
|       | MED   | Rubén Navarro          |  |
|       | MED   | Ernesto Juárez         |  |
|       | MED   | Nelson San Lorenzo     |  |
|       | DEL   | Antonio Cielinsky      |  |
|       | DEL   | David Iñigo            |  |
|       | DEL   | Raúl Savoy             |  |
|       | DEL   | Enrique Fernandez      |  |
|       | DEL   | Juan Carlos Lallana    |  |
| D. T. | D. T. | Horacio Amable Torres; |  |

| 20'; 21'; 50'; 60'; 105'; | Pelé; Amarildo | 5:2 |

| 30'; 95'; | Ernesto Juárez; Raúl Savoy | 5:2 |

| 1     | POR   | Gilmar         |  |
|       | DEF   | Djalma Santos  |  |
|       | DEF   | Mauro Ramos    |  |
|       | DEF   | Altair         |  |
|       | MED   | Cláudio Danni  |  |
|       | MED   | Mengálvio      |  |
|       | MED   | Zito           |  |
|       | MED   | Dorval         |  |
|       | DEL   | Amarildo       |  |
|       | DEL   | Pelé           |  |
|       | DEL   | Pepe           |  |
| D. T. | D. T. | Aymoré Moreira |  |

| 1     | POR   | Andrada                |  |
|       | DEF   | José Vázquez           |  |
|       | DEF   | Oscar Martín           |  |
|       | MED   | Rubén Navarro          |  |
|       | MED   | Ernesto Juárez         |  |
|       | MED   | Nelson San Lorenzo     |  |
|       | DEL   | Antonio Cielinsky      |  |
|       | DEL   | David Iñigo            |  |
|       | DEL   | Raúl Savoy             |  |
|       | DEL   | Enrique Fernandez      |  |
|       | DEL   | Juan Carlos Lallana    |  |
| D. T. | D. T. | Horacio Amable Torres; |  |

| 20'; 21'; 50'; 60'; 105'; | Pelé; Amarildo | 5:2 |

| 30'; 95'; | Ernesto Juárez; Raúl Savoy | 5:2 |

| Bandera de Brasil |
| Campeón Brasil    |
| 6.to Título       |

## Goles
| Futbolista          | Selección | Goles |
| ------------------- | --------- | ----- |
| Pelé                | Brasil    | 3     |
| Juan Carlos Lallana | Argentina | 2     |
| Pepe                | Brasil    | 2     |
| Amarildo            | Brasil    | 2     |
| Ernesto Juárez      | Argentina | 1     |
| Enrique Fernandez   | Argentina | 1     |
| Raúl Savoy          | Argentina | 1     |

## Asistentes
| Jugador                | Selección | Asistente |
| ---------------------- | --------- | --------- |
| Ernesto Juárez         | Argentina | 2         |
| Pelé                   | Brasil    | 2         |
| Claudio Javier Lorenzo | Argentina | 1         |
| Enrique Fernández      | Argentina | 1         |